# Albert Bond Lambert
Albert Bond Lambert (* 6. Dezember 1875 in St. Louis, Missouri; † 12. November 1946 ebenda) war ein US-amerikanischer Golfer und Luftfahrtpionier.

## Biografie
Albert Bond Lambert kam als Sohn von Jordan W. Lambert, dem Gründer der Lambert Pharmacal Company zur Welt. Er studierte an der University of Virginia und übernahm 1896 die Leitung des Familienunternehmens.
Bei den Olympischen Spielen 1900 in Paris trat Lambert beim ersten olympischen Golfturnier an, wo er den achten Rang belegte. Als er wieder in seiner Heimat war gründete er zusammen mit seinem Schwiegervater George McGrew in Normandy den Glen Echo Country Club. Im Rahmen der Olympischen Spiele 1904 fanden auf dem Gelände des Clubs die Golfwettbewerbe statt, an denen Lambert erneut teilnahm. Im Einzel wurde er durch das Erreichen des Viertelfinales Fünfter. Im Mannschaftswettkampf gewann er mit der Trans Mississippi Golf Association die Silbermedaille.
Albert Bond Lambert galt auch als Luftfahrtpionier und Veteran des Ersten Weltkriegs. Auf dem von ihm gepachteten Kinoch Field hatte er einen Ballon-Startplatz gebaut. Im Jahr 1920 entstand dort der Lambert-Saint Louis International Airport. 1923 konnte Albert Bond Lambert St. Louis als Veranstaltungsort für ein internationales Luftrennen durchsetzen, daraufhin wurde der Flughafen in Lambert St. Louis Flying Field umbenannt. Bei diesem Luftrennen war auch Charles Lindbergh anwesend, der sich dazu entschied, in St. Louis als Fluglehrer zu arbeiten.